# عضلة دافعة للبول
العضلة الدافعة للبول أو عضلة دفع البول أو العضلة الطاردة للبول أو العضلة المخرجة للبول أو العضلية المخصوصة بالمثانة البولية هي عضلة ملساء توجد في جدار المثانة. تبقى العضلة الطاردة للبول مسترخية لتسمح للمثانة بالاحتفاظ بالبول، وتنقبض خلال عملية التبول لكي تحرر البول وتخرجه.

## روابط خارجية
- Histology at KUMC urinary/renal18-{{{2}}}
- Detrusor myectomy for detrusor overactivity: 1-year follow-up